# تنگیز سیگوا
تنگیز سیگوا (به گرجی: თენგიზ სიგუა) (زاده ۹ نوامبر ۱۹۳۴ – درگذشته ۲۱ ژانویه ۲۰۲۰) سیاست‌مدار گرجی، که از ۶ ژانویه ۱۹۹۲ تا ۵ اوت ۱۹۹۳ نخست‌وزیر این کشور بود. تنگیز سیگوا در ۲۱ ژانویه ۲۰۲۰، در سن ۸۵ سالگی درگذشت.